# Vladimir Vasilyev
Vladímir Nikoláievich Vasílyev o Volodímir Mikoláivich Vasílyev (Влади́мир Никола́евич Васи́льев en ruso y Володи́мир Микола́йович Васи́льєв en ucraniano) (Mykoláiv, RSS de Ucrania, 8 de agosto de 1967) es un novelista ucraniano.
Su primer libro fue publicado en 1991.

### Series
- Shandalar

Óblachniy krái (1994)
God Zhizni (1996)
Chorniy kamen Ostrana (1996)
- Klinkí

Klinkí (1996)
Dushá chaschoby (1996)
- Bolshói Kiev

Bolshói Kiev son varios relatos cortos compuestos por diez historias en el que tiene lugar en una Kiev futurista. La serie está inspirada en la novela polaca de ciencia ficción: Wiedźmin, escrita por Andrzej Sapkowsky
Ojota na díkiye gruzovikí (1997)
Vedmak Bolshogo Kieva (1999-2009)
- Smiert ili slava

Smiert ili slava describe a lo largo de las sagas la resistencia de la humanidad ante lo que parece ser una invasión extraterrestre. La segunda parte sustituye la ciencia ficción por el terror en el que la gente va desapareciendo una a una mientras son transportados a una nave en el espacio.
En una entrevista, Vasílyev declaró que redactó la novela basándose en la duología de David Brin: Startide Rising y The Uplift War. La novela obtuvo un éxito relativo en Rusia, y fue publicada en inglés en 2004 por Capricorn Publishing.
Smiert ili slava (1998)
Chórnaya estafeta (1999)
Voiná za mobílnost: Naslédiye ispolínov (2002)
Voiná za mobílnost: Niktó, krome nas (2005)
- Vólchya natura

Las dos novelas describen el mundo de la Tierra en el que la humanidad, en lugar de descender de los simios, lo hacen a través de los canes
Vólchya natura (1999)
Zver v kázhdom iz nas (2000)
- Mir dozorov

Dnevnói dozor fue escrita junto con Sergei Lukyanenko. Vasílyev redactó la segunda historia de la novela y parte de la tercera.
Por otra parte, Lik chiornoi Palmiry describe el día a día de la Guardia Diurna en Kiev y la misión secreta de un mago ucraniano de la oscuridad en San Petersburgo.
Dnevnói dozor (2000)
Lik chiornoi Palmiry (2003)
- Vysota

Trel pevchei sový (1996)
Joziáyeva podnebesia (2001)

### Novelas
- UFO: vrag neizvesten (1997) Basada en el videojuego UFO: Enemy Unknown
- Idúschiye v noch (1999) Con la colaboración de Anna Kitaieva
- Tri shaga na Dankarten (2000)
- Goriachiy start/ Serdtsá i motory'(2002)
- Antarktida-Online (2004) Con la colaboración de Alexander Gromov
- Sokróvische "Kapudaniy" (2007)
- Teni griadúschevo (2009) Con la colaboración de Konstantin Utolin y Roman Arilin
- 'Pryatki na osevói (2010)

### Relatos cortos
- Znak vóina (1996)
- Abordarzh v kiberspace (1997)
- Sviozdy nad Shandalárom (1999)
- Zabýtaya doroga (2003)
- Dzhentelmeny nepruji (2006)
- Chuzhíye mirý (2006)
- Geniy podzemki (2007)
- Neznakomka Zemlyá (2008)